# 建生站

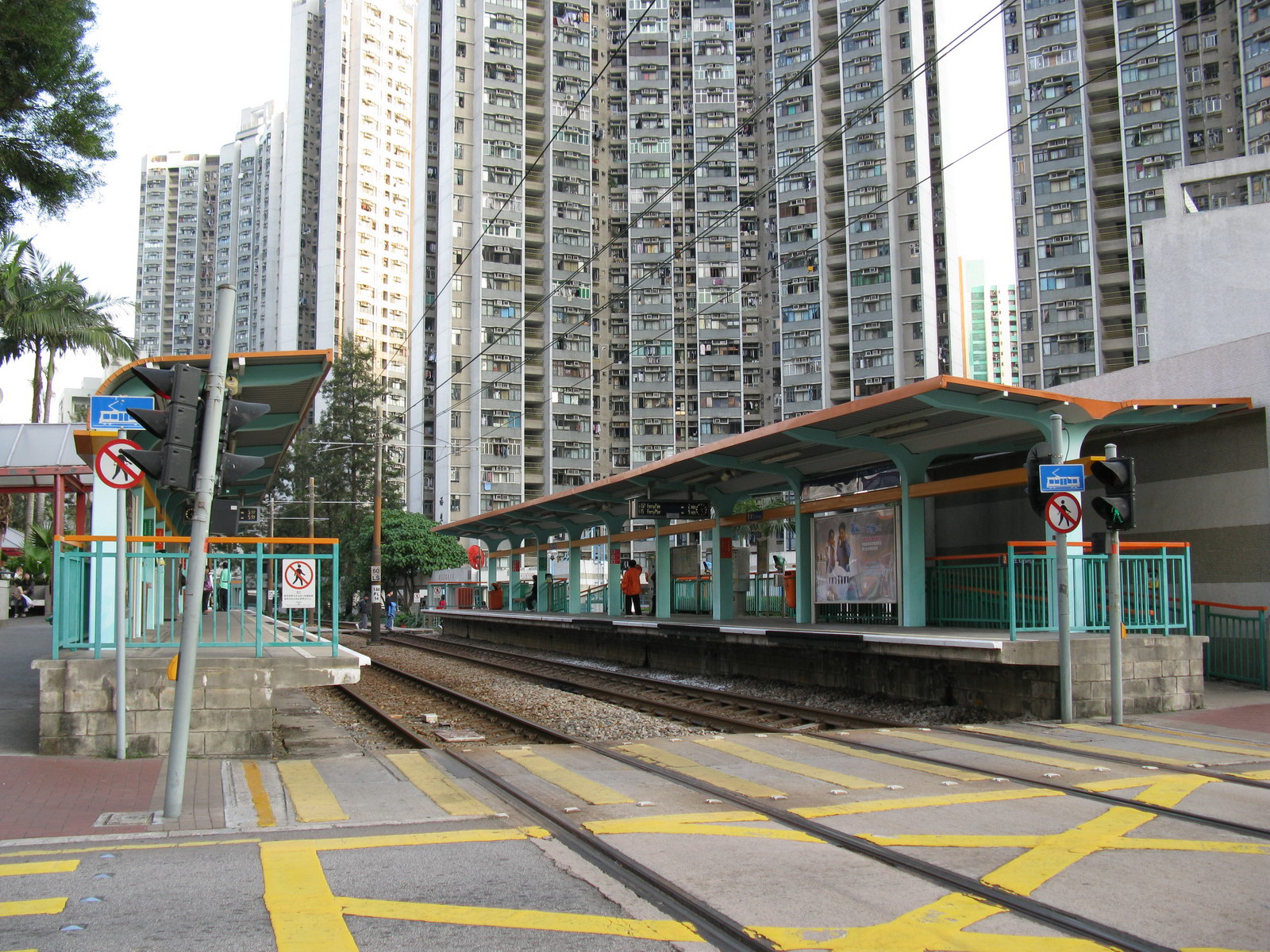
建生站月台（2008年8月）

建生站（英語：Kin Sang Stop）是港鐵輕鐵車站。代號130，屬單程車票第3收費區，共有2個月台，此站為建生站及週邊地區居民提供服務。

## 位置
處於良運街近建生邨，在建生邨中央位置，鄰近建生商場。

## 車站結構

### 車站樓層
| 地面              | 出口 | 建生商場 |   |  |
| 地面              | 月台 | \| 側式 · 開左邊车门 \| \| \| \| \| \| \| \| 輕鐵505綫往兆康（青松） 輕鐵615綫往元朗（青松） 輕鐵615P綫往兆康（青松） \| 1 \| \| \| \| 2 \| 輕鐵505綫往三聖（田景） 輕鐵615綫往屯門碼頭（田景） 輕鐵615P綫往屯門碼頭（田景） \| \| \| \| 側式 · 開左邊车门 \| \| \| \| \| |   |  |
| 地面              | 出口 | 建生邨、巴士總站 |   |  |
| 側式 · 開左邊车门 |      | |   |  |
|                   |      | 輕鐵505綫往兆康（青松） 輕鐵615綫往元朗（青松） 輕鐵615P綫往兆康（青松） | 1 |  |
|                   | 2    | 輕鐵505綫往三聖（田景） 輕鐵615綫往屯門碼頭（田景） 輕鐵615P綫往屯門碼頭（田景） |   |  |
| 側式 · 開左邊车门 |      | |   |  |

### 車站周邊
- 建生商場
- 民政事務總署建生社區會堂
- 建生邨
- 兆軒苑
- 海麗花園
- 寶怡花園
- 青田遊樂場
- 僑港伍氏宗親會伍時暢紀念學校
- 屯門天主教中學
- 建生巴士總站
- 大興行動基地
- 康恩園
- 屯門體育會

## 外部連結
- 港鐵公司 - 輕鐵及巴士服務 - 輕鐵街道圖 （页面存档备份，存于）
- 港鐵公司 - 輕鐵及巴士服務 - 輕鐵行車時間表 （页面存档备份，存于）